# 平安夜 (香港電影)
《平安夜》是1985年上映的一齣香港悬疑犯罪片，由陳欣健執導，夏文汐、胡茵夢和陳欣健主演。劇情由平安夜裡一宗凶殺案展開，年幼的唯一目擊證人因受驚喪失語言能力，在警方偵案期間遇害的人也漸漸增加。本片榮獲第5屆香港電影金像獎最佳美術指導大獎。

## 劇情
在平安夜晚上，模特兒李傑茜（胡茵夢 飾）慘遭毒手，被人用亂刀捅死，遺體乳房留下一大片瘀傷。年幼的小女兒依依（李佩蕙 飾）在門縫看到行兇過程，成為了案中唯一的目擊證人。可惜的是，依依因為受驚過度失去了說話能力。三名CID接手此案，其中黃Sir（黃錦燊 飾）把無家可歸的依依暫時接回家中與妻子一同照顧。隨著警方陸續調查死者任職的公司和她身邊的人，不僅仍然毫無頭緒，反而更多人被殺害。此時，黃Sir在依依的玩具裡發現了兇手的線索，急於緝兇的他決定獨自行動，反而身陷險境......

## 人物角色
- 夏文汐 (飾 小洛) ，新任CID、黃Sir、陳Sir之下屬，與其二人為好朋友；後黃Sir被Bobby囚禁，其與陳Sir用盡全力追查黃Sir下落，最終靠著護膚泥的線索找到賊窩，並且趁Bobby不注意開槍制服她
- 胡茵夢 (飾 李傑茜) ，死者，生前為模特兒，為雙性戀者，個性水性楊花，既要與Bobby對她死心踏地、又與前夫曖昧，逼得Bobby精神失常而對其由愛生恨亂刀砍死
- 陳欣健 (飾 陳Sir／Steve) ，CID，與彭Sir為同期警校同學，因其個性正義感強，常因執法過當導致被投訴而長期無法升官；黃Sir搭檔兼好兄弟；循線調查到Bobby被其誘惑而認為其沒有嫌疑；後經由護膚泥的線索確認Bobby為兇手而救出黃Sir
- 黃錦燊 (飾 黃志成／黃Sir／James) ，CID；陳Sir搭檔兼好兄弟，同情依依遭遇，與老婆一同照顧其；因發現依依娃娃中的重要音檔證據而前去逮捕Bobby，卻被其暗算囚禁虐待，曾趁其不注意將自己沾有護膚泥的戒指丟出街道希望作為救命稻草，最後在其生命危及之時終於等到救援
- 吳海添 (飾 彭Sir) ，CID，黃Sir與陳Sir之上司，與彭Sir為同期警校同學；因其脾氣火爆，所以被取外號「老虎彭」；後與依依的主治醫師以及黃Sir等人串通好，讓依依誤以為黃Sir死去，以她對黃Sir的親情感激發其再次說話，最終成功
- 煒烈 (飾 兇殺組警員) ，新任CID、黃Sir、陳Sir之下屬，編號DC22553；與陳Sir、小洛追查黃Sir下落，最後在Bobby住處尋找黃Sir時不幸遭到其槍殺
- 凌漢 (飾 李志華) ，CID老警員，負責為飛車黨其中一個太妹的父親錄口供，為了幫助陳Sir不被投訴而拖延其時間
- 沈德寶莉 (飾 黃Sir老婆 )，對於依依遭遇深感同情，所以將其視作親生女兒照顧；黃Sir失蹤後，一直苦苦等待其得救的消息
- 王小鳳 (飾 范紫鈴/Bobby) ，越南華僑，在酒吧當侍應，為雙性戀者，且有吃毒品抽大麻之習慣；深愛死者傑茜，與其交往過一段時間，後被其拋棄，並且發現傑茜還與前夫有曖昧，她受不了刺激變得變態癲狂，於是由愛生恨殺害傑茜；最終再與陳Sir等人對峙時出現幻象，將小洛當成傑茜而欲殺之，被小洛開槍自衛反殺
- 翁世傑 (飾 何達) ，死者經理人，有非禮少女的前科案底，後因知Bobby即為兇手，於是趁機威脅勒索金錢而被其滅口
- 狄威 (飾 李亞倫) ，死者前夫，與其離婚後居於韓國，一開始被黃Sir誤會為兇手並打起來；與女兒依依沒有父女感情，並且請警方將依依安置於保良局
- 李佩蕙 (飾 依依) ，死者女兒，唯一的目擊證人，也因其看到母親被Bobby殺害驚嚇過度暫時失語，而其心愛的嬰兒娃娃藏著兇殺案的有利證據；後被喜愛小孩也同情其的黃Sir夫婦收留照顧，也在夫妻倆細心照顧下，依依也暫時忘卻目睹殺人經過的驚嚇；最後彭Sir、依依的主治醫師以及黃Sir等人串通好，讓依依誤以為黃Sir死去，以她對黃Sir的親情感激發其再次說話，最終成功
- 司馬燕 (飾 教會信徒) ，平安夜當晚前來死者大樓報佳音而發現死者遺體
- 米奇 (飾 Mickey) ，變態神經病，為Bobby的同黨；為了混淆警方，殘忍將傑茜家的老警衛單眼鄭槍殺，之後將其屍體與黃Sir的車一同燒毀，並且無意發現依依的娃娃內重要的殺人錄音證據；後為救Bobby偷襲陳Sir，與其搏鬥，最終被陳Sir用護膚泥活活悶死
- 鄭家生 (飾 飛車黨首領) ，與同黨欺負虐待披薩店老夫妻而被陳Sir毆打逮捕
- 韓江 (飾 議員) ，飛車黨其中一個太妹之父親，投訴陳Sir執法過當
- 溫雙燕 (飾 老闆娘) ，披薩店老闆娘，險些被飛車黨用烤爐夾斷手指
- 葉榮祖 (飾 老闆 )，「聖誕顯繽紛」時裝秀節目之電視節目老闆
- 劉天蘭 (飾 導播) ，「聖誕顯繽紛」時裝秀節目之總導播
- 翁子忠 (飾 副導播) ，「聖誕顯繽紛」時裝秀節目之副導播
- 陳冠中 (飾 主持人) ，「聖誕顯繽紛」時裝秀節目之主持人

## 製作
《平安夜》是陳欣健與岑建勳、黃錦燊合組天恆電影公司後，第一部亦是唯一一部天恆攝製的電影。三人以低成本製作《平安夜》，其中陳欣健一人身兼編劇、導演及演員三職，女兒陳早茵和陳早怡亦幫忙客串演出。本作的驚慄懸疑及暴力虐待的元素啟發自1980年美國電影《剃刀邊緣》。由於製作經費有限，在拍攝死者前夫被殺的模特兒時裝展上，便把模特兒演員的造型和舞台設計避重就輕，將能遮的都遮起來，例如以傘子造型遮住模特兒的頭部，以節省妝髮開支，最終該場戲的佈景和造型僅為港幣三千元；但儘管低成本製作，《平安夜》仍奪得了該年度香港電影金像獎最佳美術指導。

## 獎項
| 年份 | 頒獎典禮            | 獎項         | 獲提名 | 結果 |
| ---- | ------------------- | ------------ | ------ | ---- |
| 1986 | 第5屆香港電影金像獎 | 最佳女配角   | 王小鳳 | 提名 |
| 1986 | 第5屆香港電影金像獎 | 最佳美術指導 | 陸叔遠 | 獲獎 |

## 外部連結
- 香港影庫上《平安夜》的資料（繁體中文）
- 開眼電影網上《直冒冷汗》的資料（繁體中文）
- 时光网上《平安夜》的資料（简体中文）
- 豆瓣电影上《平安夜》的資料 （简体中文）
- 互联网电影数据库（IMDb）上《平安夜》的资料（英文）
- AllMovie上《平安夜》的资料（英文）